# Альбинони, Томазо
Тома́зо Джова́нни Альбино́ни (итал. Tomaso Giovanni Albinoni, 8 июня 1671, Венеция, Венецианская республика — 17 января 1751, Венеция) — венецианский композитор и скрипач эпохи барокко. При жизни был известен главным образом как автор многочисленных опер, однако в настоящее время пользуется известностью и регулярно исполняется его инструментальная музыка.

## Биография
Сын Антонио Альбинони (1634—1709), богатого купца и венецианского патриция. Изучал скрипку и пение. О его жизни известно относительно мало, особенно учитывая положение композитора и довольно небольшое  количество сохранившихся документов его эпохи. В 1694 году он посвятил свой Opus 1 соотечественнику-венецианцу, кардиналу Пьетро Оттобони (внучатому племяннику папы Александра VIII). Оттобони был влиятельным в Риме покровителем нескольких композиторов, в частности, Корелли. В 1700 году Альбинони поступил на службу к герцогу Мантуи Фернандо Карло в качестве скрипача. Ему он посвятил свой Опус 2, собрание инструментальных пьес. В 1701 году он написал Опус 3, ставший очень популярным, и посвятил его Великому герцогу Тосканскому Фердинанду III.
В 1705 году он женился, капельмейстер венецианского собора св. Марка Антонино Биффи был у него свидетелем и, возможно, его другом. По-видимому, у Альбинони не было никаких иных связей с важнейшими музыкальными учреждениями Венеции. В то же время, он добился своей первоначальной славы как оперный композитор во многих городах Италии — таких, как Венеция, Генуя, Болонья, Мантуя, Удине, Пьяченца и Неаполь. Одновременно он в большом количестве создавал инструментальную музыку. До 1705 года он писал преимущественно трио-сонаты и скрипичные концерты, позже, до 1719 года сочинял соло-сонаты и концерты для гобоя.
В отличие от большинства композиторов того времени, он, насколько известно, никогда не стремился получить должность при дворе или церкви, но имел собственные средства и возможность сочинять музыку независимо. В 1722 году Максимилиан II, курфюрст Баварии, которому Альбинони посвятил цикл из 12 сонат, пригласил его руководить своей оперой.
В 1742 году собрание скрипичных сонат Альбинони было опубликовано во Франции в виде посмертного издания, поэтому исследователи долгое время полагали, что к тому времени Альбинони уже умер. Позже выяснилось, однако, что он жил в Венеции в безвестности: запись из прихода Св. Варнавы, где он родился, утверждает, что Томазо Альбинони скончался в 1751 году, в возрасте 79 лет, по всей видимости, от сахарного диабета.

## Музыка и влияние на современников
Альбинони написал около 50 опер, 28 из которых были поставлены в Венеции между 1693 и 1740 гг., однако большая их часть не дошла до нас (так, значительный корпус рукописных партитур, собранных в Дрездене, погиб во время бомбежки Союзников в 1944 году). Сегодня композитор известен, главным образом, благодаря инструментальной музыке, особенно концертам для гобоя op. 7 и op. 9, которые были первыми изданными в Европе для этого инструмента.
Инструментальная музыка Альбинони привлекла серьёзное внимание Иоганна Себастьяна Баха, который написал по крайней мере две фуги на темы венецианского мастера и постоянно использовал его басовые партии для упражнений своих учеников в гармонии.
Поскольку значительная часть наследия Альбинони была утрачена во время Второй мировой войны при гибели Дрезденской государственной библиотеки, мало что известно о его жизни и музыке после середины 1720-х.

## Опубликованные произведения
- Op. 1 — 1694 — 12 Sonate a tre.
- Op. 2 — 1700 — 6 Sinfonie & 6 Concerti a 5.
- Op. 3 — 1701 — 12 Baletti de Camera a tre.
- Op. 4 — 1702 — 12 камерных кантат для альта и сопрано
- Op. 4* — 1708 — (Пиратское издание) 6 Sonates da chiesa for violin & B.C. Амстердам
- Op. 5 — 1707 — 12 Concertos pour violin & B.C.
- Op. 6 — 1711 — 12 sonate da camera.
- Op. 7 — 1716 — 12 Concertos for 1 or 2 oboe and strings.
- Op. 8 — 1721 — 6 Sonate & 6 Baletti a tre.
- Op. 9 — 1722 — 12 Concertos for 1 or 2 oboe and strings.
- Op. 10 — 1735/36 — 12 Violin Concertos

## Адажио Альбинони
Знаменитое Адажио соль-минор Альбинони было опубликовано в 1958 году первым биографом Альбинони Ремо Джадзотто, утверждавшим, что он реконструировал его на основе крохотного фрагмента, найденного им в 1945 году. Адажио соль-минор достигло той степени знаменитости, когда произведение регулярно транскрибируется для других инструментов и используется в массовой культуре, например, как фоновая музыка в фильмах («Галлиполи», 1981), а также в телепрограммах и рекламе. Адажио часто исполняется во время траурных церемоний и столь же популярно, как «Траурный марш» Шопена и «Смерть Озе» Грига.
Между тем, по мнению специалистов, это произведение не имеет к Альбинони никакого отношения и полностью сочинено Джадзотто.

## Фильмография
- 1962 — «Процесc» (реж. О. Уэллс): используется как лейтмотив в фильме
- 1979 — Барьер (Бариерата): в музыкальной теме фильма болгарский композитор Кирил Цибулка использовал мотивы Альбинони
- 1989 — Несрочная весна
- 1989 — Адажио — Призрак оперы
- 2000 — Адажио, мультфильм Гарри Бардина
- 2009 — Турецкий сериал Ïntikam: во втором сезоне в первой серии при разговорах семьи присутствует фоном музыка, и один из главных героев говорит, что это мелодия Альбинони
- 2016 — Манчестер у моря[4]
- 2018 — Убийство Джанни Версаче: Американская история преступлений[5]